# Paulina Menéndez
Paulina Menéndez nacida en Ciudad de México, México, el 7 de febrero de 1998, es una actriz y modelo mexicana. En 2022 tuvo su debut actoral en la telenovela Amor dividido en la que interpretó a Lucero Tovar. Es egresada del Centro de Educación Artística de Televisa (CEA) en 2019 y actualmente tiene una escendente carrera como actriz.

## Filmografía

### Televisión
- Juegos de amor y poder como Susana Gómez (2025).[4]
- La rosa de Guadalupe como la Maestra Allison (2025).[5][6]
- Las azules como María (joven) (2024).[7]
- El maleficio como Amanda Sisto (2023).[8]
- Señorita 89 como Miss Jalisco (2022).[9]
- Amor dividido como Lucero Tovar (2022).[10]
- 40 y 20 como Laurie (2022).
- Como dice el dicho (2022).
- Vencer el pasado (2021).
- S.O.S Me estoy enamorando (2021).
- Fuego ardiente (2021).
- Un día para vivir como Aida (joven) (2021).

### Cine
- II Capo como Roberta (2022)
- 21 de marzo como Fran (2021).